# サークルライン観光クルーゼズ

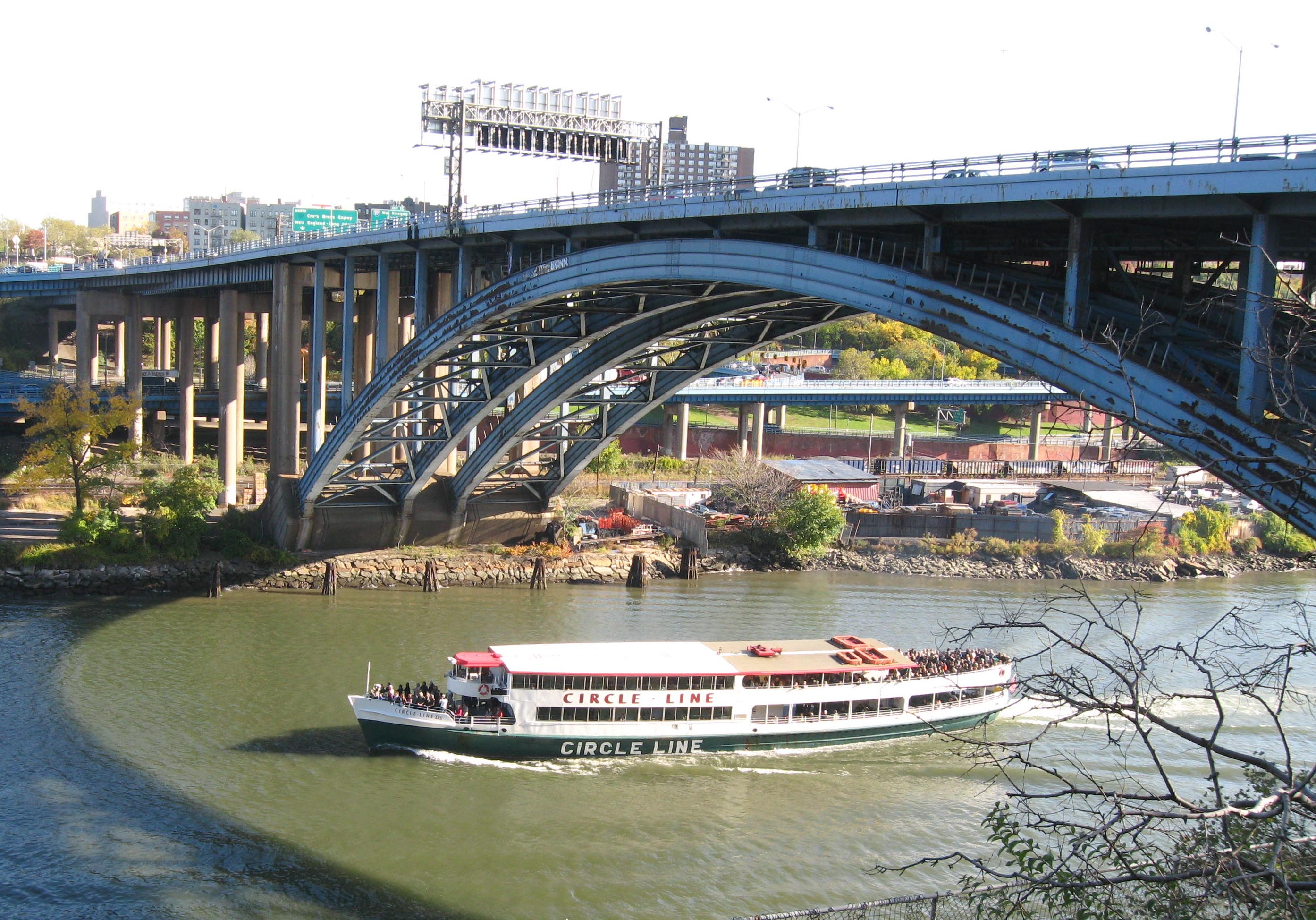
ハーレム川を行くサークルライン観光クルーゼズの船

サークルライン観光クルーゼズ（さーくるらいんかんこうクルーゼズ、英語: Circle Line Sightseeing Cruises）はニューヨークで観光クルーズを運営する会社で、マンハッタンの42番街の西端に当たるヘルズ・キッチンの83埠頭から出発する。

## 短史
船でマンハッタン島一周は1905年にハーレム・シップ運河が完成して可能になった。最初の一周定期クルーズは1908から始まっている。
1945年にはいくつかの会社を合併して、 サークルライン観光クルーゼズ社が作られて、このころはバッテリー・パークから出発していた。1955年には、現在の83埠頭から出発するようになった。
1981年、サークルラインは２つに分かれて、サークルライン42番街とサークルライン・ダウンタウン（Circle Line Downtown）となり、後者はバッテリー・パークから出船して、エリス島・リバティ島へ観光などをしていたが、2008年にこうした島への観光のライセンスを失って（ライセンスはカリフォルニア州に本社があるホーンブロワー・クルーゼズのスタッチュー・クルーゼズLiberty Cruises子会社へ渡った）、同年ニューヨーク・ウォーター・タクシー（New York Water Taxi）に買収された。
2017年1月、サークルラインはニューヨーク・ウォーター・タクシーを買収している。

## 様々なクルーズ
現在8隻の船があり 、次のような様々なクルーズから選べる。
- Full Island Cruise - マンハッタン島一周

42番街の西端のハドソン川添いにある83埠頭を出て、マンハッタン島を二時間半で時計回りに一周する。まず船は南に行き、対岸はニュージャージー州で、島の南端のウォール街・バッテリーパークあたりでスタテン島フェリーの間を縫って進み、沖の島にあるエリス島と「自由の女神」を眺めて、島の東側のイースト川に入る。ブルックリン橋の下を通って北へ進み、国連本部ビルなどを眺めてから、ハーレム川とハーレム川運河を経てハドソン川に入る。ここからハドソン川を下り、ジョージ・ワシントン・ブリッジの下を通り、もとの埠頭へ戻る。 
- Semi Circle Cruise - マンハッタン島を半周して、景色を行き帰りに2回見ることになる
- Liberty Cruise - 自由の女神とエリス島を眺める
- Harbor Lights Cruise - 日没時に半周クルーズ
- The BEAST Speedboat Ride - ニューヨーク初の高速艇（最高45mph）でハドソン川と自由の女神を眺める
- Special Events Cruises - サンタ・クルーズ、新年クルーズ、など
- Kids Cruises - 子供向けのクルーズ
- Private Charters - チャーター
- Groups - グループ

## 余話
- 2011年の「アメリカ同時多発テロ事件」には、サークルラインの船で被害者をニュージャージー州へ運ぶのを助けた。
- 2009年の「USエアウェイズ1549便不時着水事故」では、サークルラインの船がいち早くハドソン川の現場へ駆け付けた船の中にあった。